# Oratorio della Misericordia (Campiglia Marittima)
L'oratorio della Misericordia (oggi detto anche del Santissimo Sacramento) è un edificio sacro annesso alla propositura di San Lorenzo che si trova in via Roma a Campiglia Marittima.

## Storia e descrizione
L'oratorio, consacrato nel 1726 (come riportato nell'iscrizione sopra la porta), è un insieme progettato e realizzato unitariamente sia nelle parti pittoriche che in quelle decorative e scultoree; unico elemento aggiunto in seguito è la decorazione della volta, del XIX secolo.
A pianta rettangolare, con il pavimento in marmo nel quale si inseriscono alcune lastre e grate ad indicare la presenza di sepolture in una camera sotterranea, ha le pareti scandite da lesene che suddividono lo spazio in otto scomparti nei quali sono collocati altrettanti dipinti con Storie della Passione di Cristo (Ultima cena, Bacio di Giuda, Gesù nell'orto degli ulivi, Gesù davanti a Pilato, Flagellazione, Gesù coronato di spine, Ecce Homo, Gesù sulla via del Calvario); un nono episodio è posto al di sopra della porta di accesso (Gesù caccia i mercanti dal Tempio).
Gli stalli lignei, anch'essi settecenteschi, recano al di sopra degli schienali due stemmi della Compagnia del Corpus Domini. 
Sull'altare, incorniciato tra quattro colonne con capitelli compositi che sorreggono una trabeazione con timpano arcuato, è un crocifisso ligneo della fine del XVII secolo.
Ai lati dell'altare sono situate due statue delle virtù teologali: la Fede e la Speranza.
Il complesso è stato restaurato nel 1999. Nell'occasione sono stati riportate alla luce le pitture della volta, con i giochi prospettici, che erano state ricoperte negli anni trenta del Novecento.